# Alexandru Ungureanu (geograf)
Alexandru Ungureanu (n. 22 iulie 1941, Piatra-Neamț, Neamț, România – d. 19 iulie 2024, Iași, România) a fost un geograf român, membru corespondent al Academiei Române (din 1995). Studii liceale și universitare (Facultatea de Științe Naturale și Geografie, Secția Geografie Fizică) la Iași. În 1976 a obținut titlul de doctor în geografie. A fost profesor doctor emeritus la Departamentul de Geografie al Facultății de Geografie și Geologie, din cadrul Universității „Alexandru Ioan Cuza” din  Iași.